# Миттлак
Миттла́к (фр. Mittlach) — коммуна на северо-востоке Франции в регионе Гранд-Эст (бывший Эльзас — Шампань — Арденны — Лотарингия), департамент Верхний Рейн, округ Кольмар — Рибовилле, кантон Вендзенем. До марта 2015 года коммуна административно входила в состав упразднённого кантона Мюнстер (округ Кольмар).
Площадь коммуны — 11,39 км², население — 311 человек (2006) с тенденцией к росту: 339 человек (2012), плотность населения — 29,8 чел/км².

## Население
Численность населения коммуны в 2011 году составляла 341 человек, а в 2012 году — 339 человек.
| 1962 | 1968 | 1975 | 1982 | 1990 | 1999 | 2006 | 2008 | 2011 | 2012 |
| ---- | ---- | ---- | ---- | ---- | ---- | ---- | ---- | ---- | ---- |
| 381  | 376  | 364  | 307  | 291  | 290  | 311  | 314  | 341  | 339  |

Динамика населения:

## Экономика
В 2010 году из 220 человек трудоспособного возраста (от 15 до 64 лет) 170 были экономически активными, 50 — неактивными (показатель активности 77,3 %, в 1999 году — 70,6 %). Из 170 активных трудоспособных жителей работали 160 человек (91 мужчина и 69 женщин), 10 числились безработными (4 мужчины и 6 женщин). Среди 50 трудоспособных неактивных граждан 15 были учениками либо студентами, 21 — пенсионерами, а ещё 14 — были неактивны в силу других причин.
На протяжении 2011 года в коммуне числилось 126 облагаемых налогом домохозяйств, в которых проживало 335 человек. При этом медиана доходов составила 20001 евро на одного налогоплательщика.

## Достопримечательности (фотогалерея)

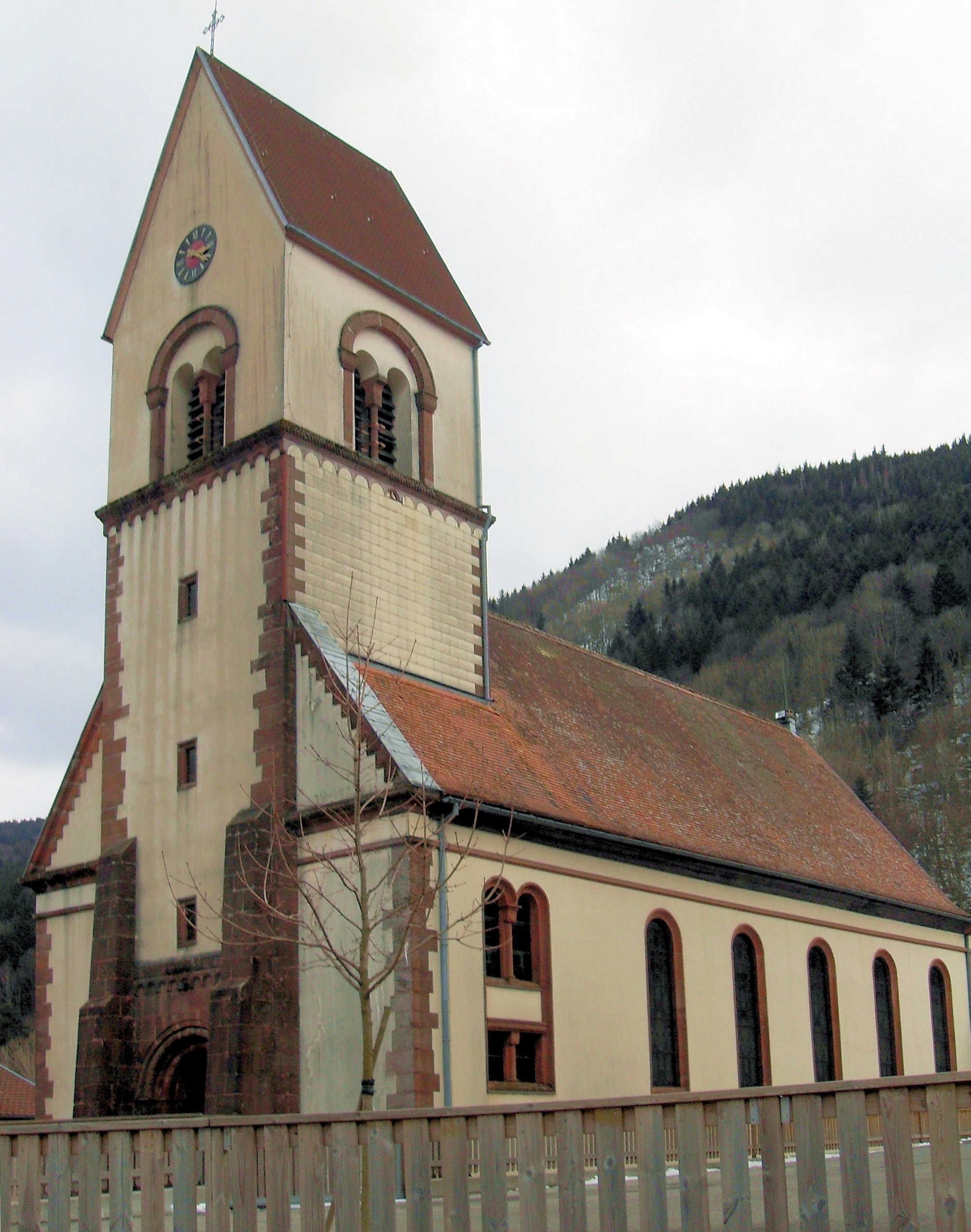
Церковь